# Landhaura
Landhaura es un pueblo y  nagar Panchayat situado en el distrito de Haridwar,  en el estado de Uttarakhand (India). Su población es de 18370 habitantes (2011). 

## Demografía
Según el censo de 2011 la población de Landhaura era de 18370 habitantes, de los cuales 9783 eran hombres y 8587 eran mujeres. Landhaura tiene una tasa media de alfabetización del 61,49%, inferior a la media estatal del 78,82%: la alfabetización masculina es del 69,27%, y la alfabetización femenina del 52,61%.